# Silis rubricollis
Silis rubricollis là một loài bọ cánh cứng trong họ Cantharidae. Loài này được Boh miêu tả khoa học năm 1858.